# André Birmelé

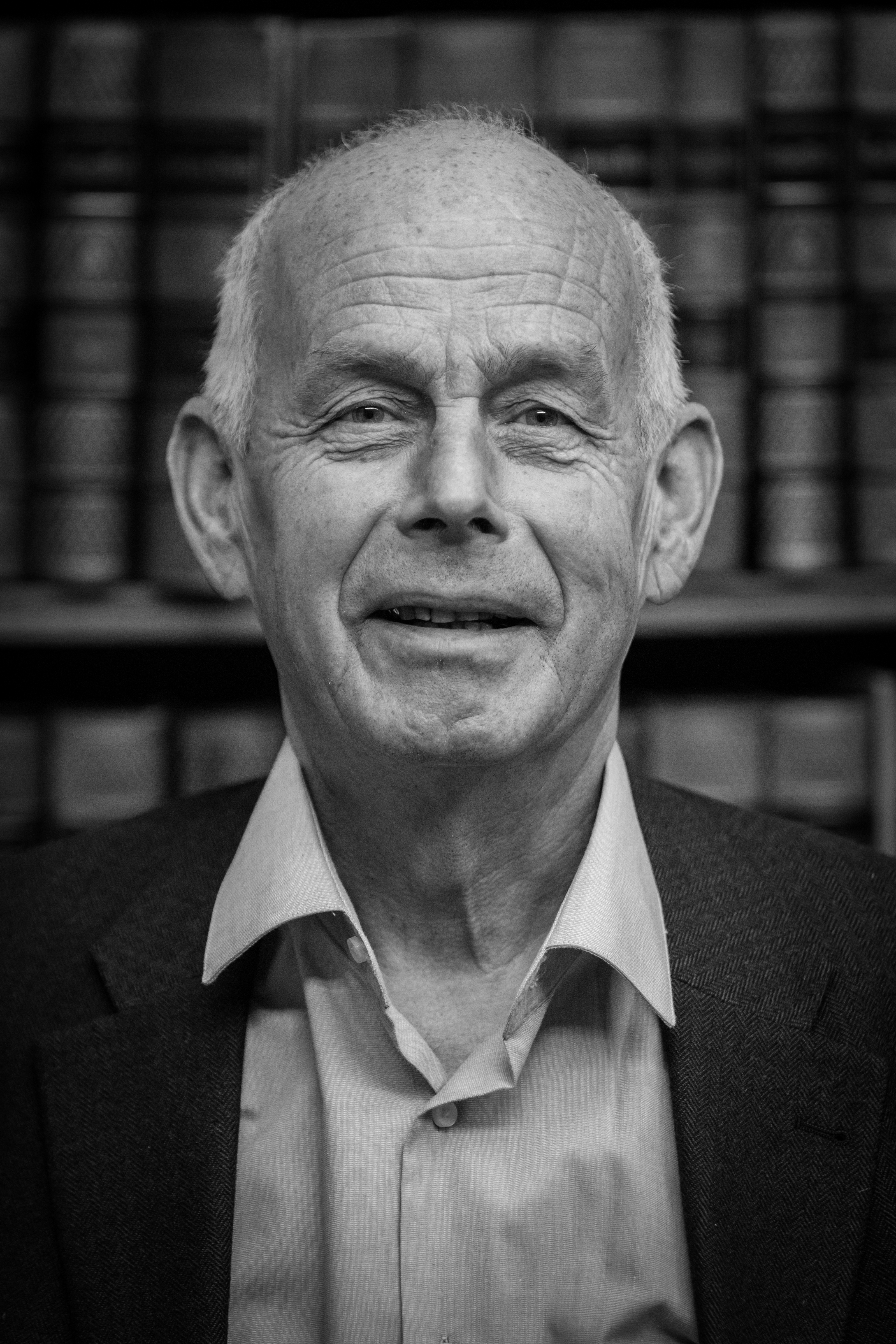
André Birmelé, 2014.

André Birmelé (* 14. März 1949 in Ingwiller, Elsass) ist ein französischer lutherischer Theologe.

## Leben
Birmelé, ein Sohn des Pfarrers Christophe Birmelé, arbeitete nach dem Studium der Mathematik und der Evangelischen Theologie in Straßburg, Tübingen und Basel 1972–1983 als Pfarrer der Église de la Confession d’Augsbourg d’Alsace et de Lorraine in Roppenheim, Forstfeld und Kauffenheim. 1974 wurde er nebenberuflich Forschungsassistent am Ökumenischen Institut des Lutherischen Weltbundes in Straßburg und begann damit seine wissenschaftliche und praktische Arbeit in der Ökumenischen Bewegung. In diesem Institut ist er bis heute als assoziierter Professor tätig.
1976 promovierte er mit einer Arbeit über Werner Elert zum Doktor der Religionswissenschaften, 1986 mit einer Arbeit über das Heilsverständnis in den ökumenischen Dialogen zum Dr. theol. 1983 wurde er Assistent an der Universität Straßburg, 1989 wurde er ebenda zum Professor für Systematische Theologie berufen. 2001–2005 diente er seiner Fakultät als Dekan. Als Lehrbeauftragter und Gastprofessor war er unter anderem in Jerusalem, Madras, Heidelberg, Leipzig und Neuchâtel tätig. 2014 wurde er emeritiert.

## Ehrungen und Mitgliedschaften
Birmelé gilt als einer der führenden evangelischen Ökumeniker. Seit 1983 gehört er zur Kommission für Glauben und Kirchenverfassung (seit 1998 als Mitglied der Standing Commission) und war 1991–1998 Mitglied im Exekutivausschuss des Ökumenischen Rats der Kirchen. In der Gemeinschaft Evangelischer Kirchen in Europa (früher Leuenberger Kirchengemeinschaft) war er 1976–1981 Mitglied des Koordinierungsausschusses und von 2009 bis 2018 im Fachkreis Ökumene. In Frankreich arbeitete er unter anderem im Comité mixte catholique-protestant mit. In vielen interkonfessionellen Dialogen gehörte er der lutherischen oder der evangelischen Delegation an.
1996 wurde er in die Académie internationale des sciences religieuses, Brüssel, aufgenommen, 2000 in die Finnische Akademie der Wissenschaften.

## Bibliographie (Auswahl)
- (hrsg.): Konkordie und Kirchengemeinschaft reformatorischer Kirchen im Europa der Gegenwart. Texte der Konferenz von Driebergen/Niederlande (18.–24. Februar 1981). Lembeck, Frankfurt am Main 1982.
- (hrsg.): Ökumene am Ort. Einheitsbemühungen in der Gemeinde. Vandenhoeck & Ruprecht, Göttingen, 1983.
- Le salut en Jésus-Christ dans les dialogues œcuméniques. Ed. Cerf, Paris / Labor et Fides, Genève, 1986.
- (mit Thomas Ruster): Brauchen wir die Einheit der Kirche? (= Arbeitsbuch Ökumene 1). Echter Verlag, Würzburg / Vandenhoeck & Ruprecht, Göttingen 1986.
- (mit Thomas Ruster): Sind wir unseres Heiles Schmied?  (= Arbeitsbuch Ökumene 2). Echter Verlag, Würzburg / Vandenhoeck & Ruprecht, Göttingen 1987.
- (mit Thomas Ruster): Vereint im Glauben – getrennt am Tisch des Herrn? (= Arbeitsbuch Ökumene 3). Echter Verlag, Würzburg / Vandenhoeck & Ruprecht, Göttingen 1987.
- (mit Thomas Ruster): Alleinseligmachend? Das Thema Kirche im Gespräch der Kirchen (= Arbeitsbuch Ökumene 4). Echter Verlag, Würzburg / Vandenhoeck & Ruprecht, Göttingen 1988.
- (hrsg.): Konkordie und Ökumene. Die Leuenberger Kirchengemeinschaft in der gegenwärtigen ökumenischen Situation. Lembeck, Frankfurt am Main 1988.
- (hrsg. mit Marc Lienhard): La foi des Églises Luthériennes. Confessions de foi et catéchismes. Ed. Cerf, Paris / Labor et Fides, Genève 1991.
- (hrsg. mit Harding Meyer): Grundkonsens – Grunddifferenz. Studie des Strassburger Instituts für Ökumenische Forschung ; Ergebnisse und Dokumente. Lembeck, Frankfurt am Main 1992.
- (hrsg. mit Jacques Terme): Accords et dialogues œcuméniques. Paris 1995.
- La communion ecclésiale. Progrès œcuméniques et enjeux méthodologiques. Ed. Cerf, Paris / Labor et Fides: Genève, 2000. (Deutsch: Kirchengemeinschaft. Ökumenische Fortschritte und methodologische Konsequenzen. Lit, Münster 2003).
- Eglise. Entrée Libre 52. Ed. Cerf: Paris / Labor et Fides: Genève, 2001.
- (hrsg. mit Pierre Bühler, Jean-Daniel Causse, Lucie Kaennel): Introduction à la théologie systématique. Genève, Labor et Fides 2008.
- Prières de tous les temps. La tradition luthérienne. Editions IAFA, Lubumbashi, Congo RDC, 2010.
- L’horizon de la grâce. La foi chrétienne. Ed. Cerf, Paris 2013 ISBN 978-2-204-09961-5.
- La Concorde de Leuenberg. Cinquante ans de communion ecclésiale 1973-2023, Ed. Cerf, Paris / Èditions Olivétan, Lyon 2023, ISBN 978-2-204-15417-8.